# Víctor de Mauretània
|  | Per a altres significats, vegeu «Sant Víctor». |

Víctor el Moro o de Mauretània (Mauretània, actual Magrib, s. III - Milà, 303) fou un cristià de l'antiguitat, mort màrtir. És venerat com a sant a tota la cristiandat.

## Llegenda
Les seves vida i martiri són narrades per Ambròs de Milà, a l'himne Victor, Nabor, Felix pii. Segons aquesta font, Víctor, amb Nabor i Fèlix, fou un soldat de l'antiga Mauretània, allistat a l'exèrcit romà. Destinat a Milà a l'època de l'emperador Maximià. Quan Maximià decretà una nova persecució als cristians, Víctor no va voler fer els sacrificis als déus pagans als que s'obligava als soldats.

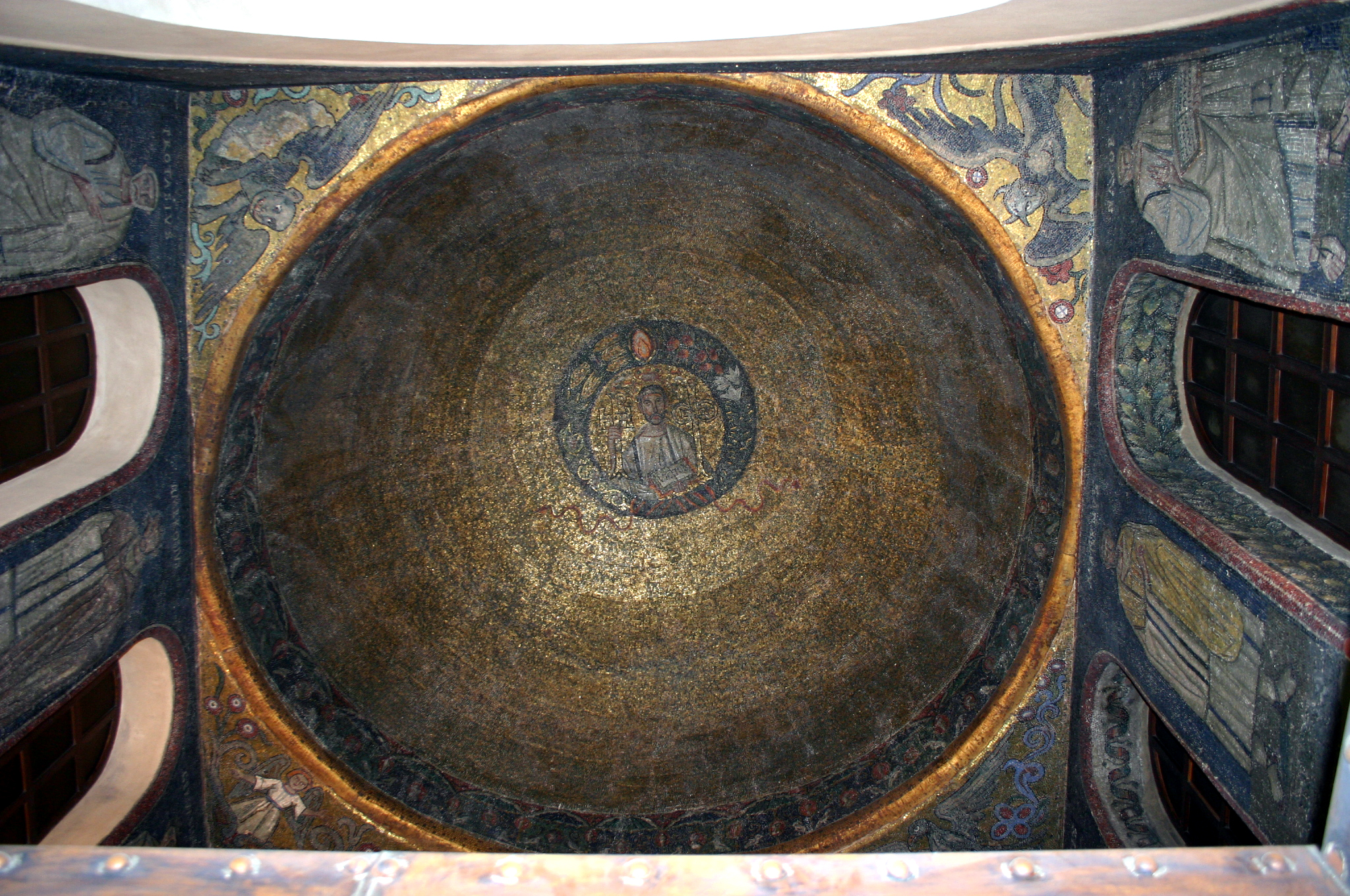
Cúpula de San Vittore in Ciel d'Oro.

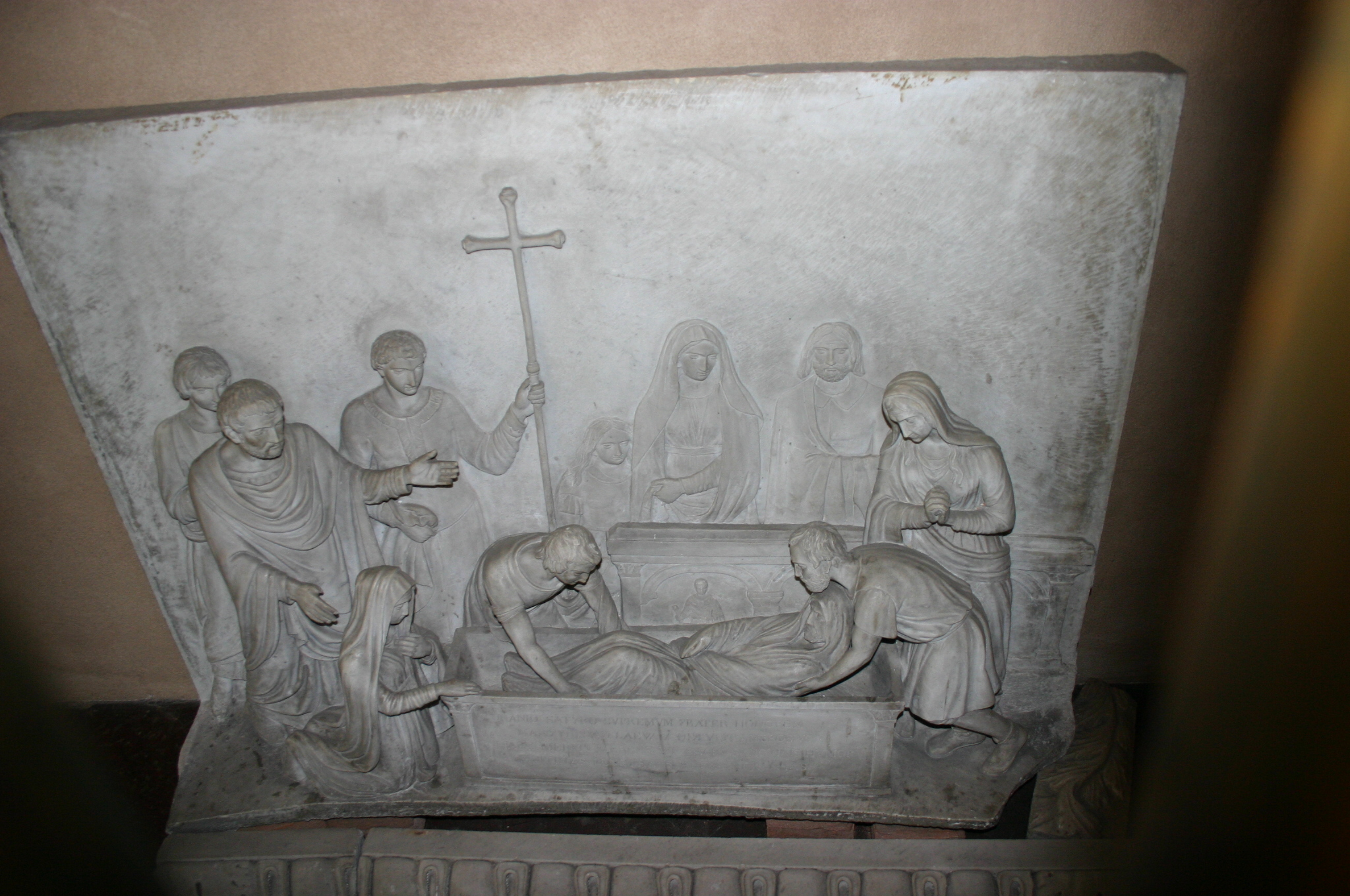
Relleu neoclàssic amb l'enterrament del sant, a S. Vittore in Ciel d'Oro

Arrestat i amenaçat, fou conduït al circ, on hi havia l'emperador, i s'hi negà a sacrificar als ídols. Fou torturat, però aconseguí d'escapar-se'n. Novament detingut, fou decapitat.

## Veneració
El seu cos fou trobat pel bisbe de Milà Matern, que el sebollí en l'església de San Vittore in Ciel d'Oro (pels mosaics daurats que decoren la cúpula de la capella), avui part de la Basílica de Sant'Ambrogio de Milà.
El seu culte tingué molta difusió, sobretot per obra d'Ambròs, sobretot als territoris dependents de la diòcesi milanesa. Només a Milà es troben les esglésies de San Vittore al Corpo, San Vittore al Carcere, San Vittore al Teatro, San Vittore al Pozzo i San Vittore in Ciel d'Oro. És patró de Brezzo di Bedero, Varese i Arsago Seprio.